# Pterolophia annamensis
Pterolophia annamensis là một loài bọ cánh cứng trong họ Cerambycidae.